# کوسکوس جزیره آدمیرالتی
کوسکوس جزیره آدمیرالتی (نام علمی: Spilocuscus kraemeri) نام یک گونه از سرده کوسکوس‌های خال‌دار است.